# Dimitar Stojanov (politicus)

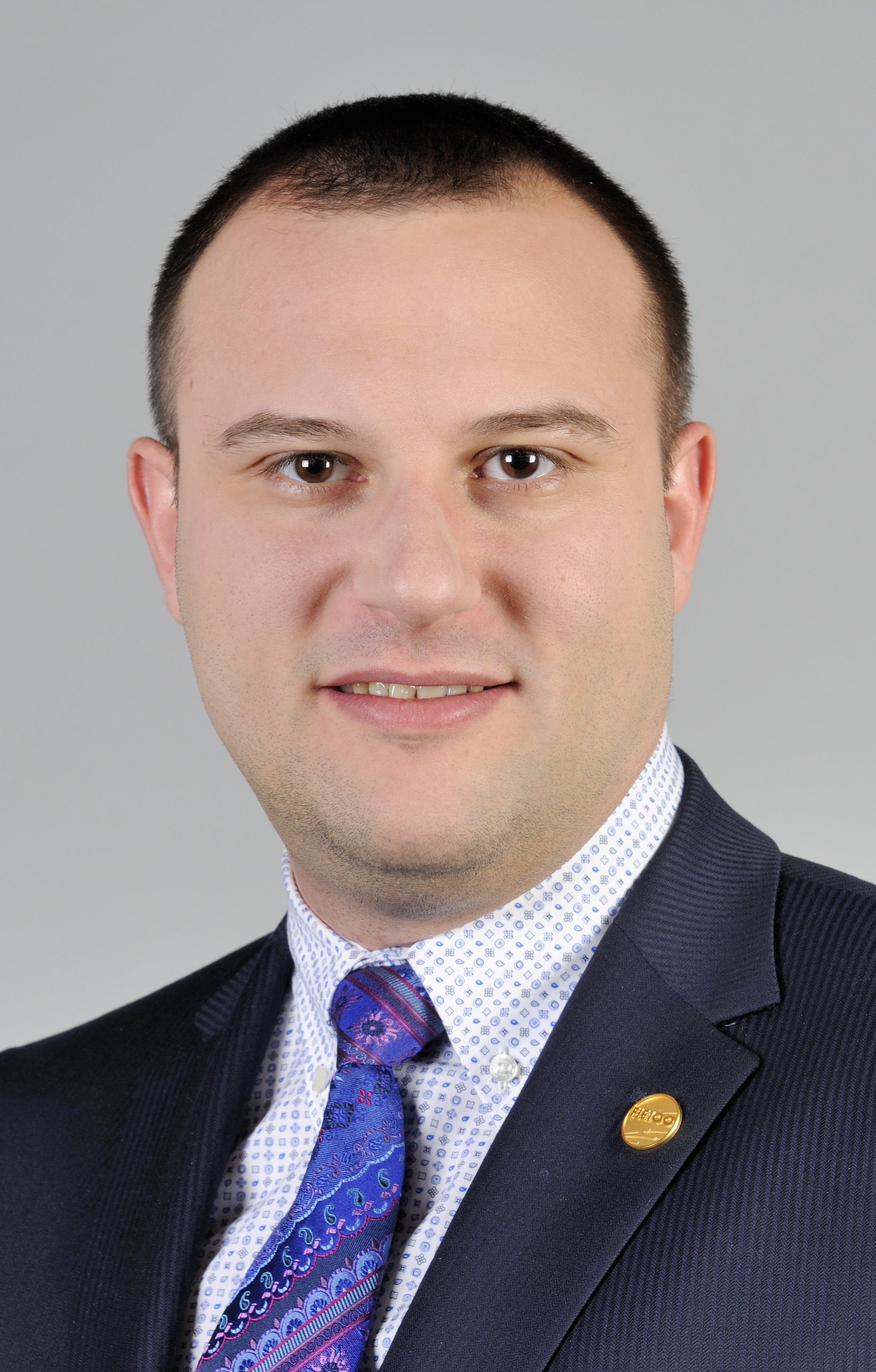
Dimitar Kinov Stojanov

Dimitar Kinov Stojanov (Bulgaars: Димитър Кинов Стоянов) (Sofia, 17 mei 1983) is een politicus in Bulgarije en de Europese Unie.
Terwijl hij nog rechten studeerde aan de Universiteit van Sofia, trad hij toe tot de partij Ataka onder leiding van Volen Siderov. Stojanov werd in 2005 verkozen als het jongste lid van de Nationale Vergadering van Bulgarije op de lijst van de Ataka-coalitie met enkele kleine nationalistische partijen. In augustus 2005 werd Stojanov waarnemer bij het Europees Parlement en in januari 2007 een tijdelijk lid van het Europees Parlement voor Ataka. Stojanov werd tijdens de Bulgaarse verkiezingen in mei 2007 gekozen als lid van het Europees Parlement uit Bulgarije en herkozen in de verkiezing van juni 2009. Hij was lid van de fractie Identiteit, Traditie en Soevereiniteit (ITS) tot de groep ophield te bestaan op 14 november 2007. Hij is sindsdien een niet-ingeschreven lid van het Europees Parlement.